# Андреев, Дмитрий Сергеевич
Дмитрий Сергеевич Андреев (род. 4 июня 1973, Москва, РСФСР, СССР) — российский художник по костюмам. Лауреат премии «Золотой орёл» и «Ника».

## Биография
Родился 4 июня 1973 года в Москве. В 1997—2000 годах  работал художником-технологом в Театре имени Станиславского и Немировича-Данченко. Окончил Школу-студию МХАТ в 2000 году. Вместе с женой занимались индпошивом, сотрудничали с художниками Ларисой Наголовой, Натальей Ивановой.
Первая работа в кино — ассистент по костюмам в фильме «Ключ от спальни».
Автор исследовательских статей на тему истории костюма в журнале «Ателье».

## Фильмография
- 2004 — Игра на выбывание
- 2005 — Сатисфакция
- 2006 — Нанкинский пейзаж
- 2007 — Русская игра
- 2009 — Братья Карамазовы
- 2009 — Миннесота
- 2009 — Пелагия и белый бульдог
- 2010 — Севастопольские рассказы
- 2010 — Три женщины Достоевского
- 2011 — Сердца бумеранг
- 2011 — Печорин
- 2012 — Белый тигр
- 2013 — Переводчик
- 2014 — Sex, кофе, сигареты
- 2014 — Форт Росс: В поисках приключений
- 2014 — Бесы
- 2015 — Наследники
- 2015 — Метаморфозис
- 2015 — Король Мадагаскара
- 2016 — Рай
- 2017 — Мурка
- 2017  — Анна Каренина. История Вронского
- 2019 — Тобол
- 2019 — Грех
- 2021 — Вертинский
- 2022 — Жена Чайковского
- 2022 — Декабрь
- 2022 — Союз Спасения. Время гнева

## Награды и номинации
- 2007 — номинация на премию «Золотой орёл» — «За лучшую работу художника по костюмам» («Нанкинский пейзаж»)[4]
- 2012 — номинация на премию «Золотой орёл» — «За лучшую работу художника по костюмам» («Три женщины Достоевского»)
- 2013 — номинация на премию «Ника» — «За лучшую работу художника по костюмам» («Белый тигр»)
- 2013 — номинация на премию «Золотой орёл» — «За лучшую работу художника по костюмам» («Белый тигр»)
- 2016 — номинация на премию «Ника» — «За лучшую работу художника по костюмам» («Орлеан»)
- 2018 — номинация на премию «Ника» — «За лучшую работу художника по костюмам» («Анна Каренина. История Вронского»)
- 2018 — номинация на премию «Золотой орёл» — «За лучшую работу художника по костюмам» («Анна Каренина. История Вронского»)
- 2018 — почётный диплом Российской академии художеств за создание костюмов к многосерийному кинофильму «Анна Каренина» (2017)[5][6]
- 2019 — премия «Золотой орёл» — «За лучшую работу художника по костюмам» («Тобол»)
- 2021 — премия «Ника» — «За лучшую работу художника по костюмам» («Грех»)
- 2023 - премия "Золотой орёл" ("Хитровка. Знак четырёх")